# Yavuz Özsevim
Yavuz Özsevim (* 13. Juli 1990 in Manisa) ist ein türkischer Fußballspieler.

## Karriere

### Verein
Özsevim begann mit dem Vereinsfußball in der Nachwuchsabteilung des Amateurvereins Izmir Ceylanspor und wechselte 2006 in die von Dardanelspor. Im Dezember 2008 wurde er hier mit einem Profivertrag ausgestattet, spielte aber weiterhin für die Jugend- bzw. Reservemannschaft des Vereins. Mit der Saison 2009/10 gehörte er dann zum Profikader und eroberte sich binnen zwei Spielzeiten einen Stammplatz. Die Spielzeit 2012/13 beendete er mit seinem Team als Play-off-Sieger der TFF 3. Lig und stieg dadurch in die TFF 2. Lig auf.
Im Frühjahr 2015 wechselte er zum Zweitligisten Antalyaspor. Hier wurde er für die Saison 2015/16 an den Viertligisten Amed SK ausgeliehen.
Nach Stationen bei den Drittligisten Dersimspor und 24 Erzincanspor spielte Özsevim 2017/2018 für den Verein Gebzespor in der Bölgesel Amatör Lig und erreichte mit ihm den Aufstieg in die TFF 3. Lig. Seitdem spielte er für verschiedene andere Clubs der Amateurliga.

### Nationalmannschaft
Özsevim kam 2009 zu neun Einsätzen in der türkischen U-19-Nationalmannschaft.

## Erfolge
Mit Dardanelspor
- Play-off-Sieger der TFF 3. Lig und Aufstieg in die TFF 2. Lig: 2012/13

Mit Antalyaspor
- Play-off-Sieger der TFF 1. Lig und Aufstieg in die Süper Lig: 2014/15